# Championnats du monde de patinage artistique 1966
Navigation
Mondiaux 1965 Mondiaux 1967
Les championnats du monde de patinage artistique 1966 ont lieu du 22 au 27 février 1966 à la patinoire extérieure de Davos en Suisse. C'est la onzième fois que la ville grisonne reçoit les mondiaux de patinage artistique.
On peut noter que pour la dernière fois, les mondiaux sont disputés sur une patinoire en extérieur.

## Qualifications
Les patineurs sont éligibles à l'épreuve s'ils représentent une nation membre de l'Union internationale de patinage (International Skating Union en anglais). Les fédérations nationales sélectionnent leurs patineurs en fonction de leurs propres critères.
Sur la base des résultats des championnats du monde 1965, l'Union internationale de patinage autorise chaque pays à avoir de une à trois inscriptions par discipline. 

## Podiums
| Épreuves                            | Or                                  | Argent                           | Bronze                             |
| ----------------------------------- | ----------------------------------- | -------------------------------- | ---------------------------------- |
| Messieurs résultats détaillés       | Emmerich Danzer                     | Wolfgang Schwarz                 | Gary Visconti                      |
| Dames résultats détaillés           | Peggy Fleming                       | Gabriele Seyfert                 | Petra Burka                        |
| Couples résultats détaillés         | Ludmila Belousova / Oleg Protopopov | Tatiana Zhuk / Aleksandr Gorelik | Cynthia Kauffman / Ronald Kauffman |
| Danse sur glace résultats détaillés | Diane Towler / Bernard Ford         | Kristin Fortune / Dennis Sveum   | Lorna Dyer / John Carrell          |

## Tableau des médailles
| Rang  | Nation             | Or | Argent | Bronze | Total |
| ----- | ------------------ | -- | ------ | ------ | ----- |
| 1     | États-Unis         | 1  | 1      | 3      | 5     |
| 2     | Autriche           | 1  | 1      | 0      | 2     |
| 2     | Union soviétique   | 1  | 1      | 0      | 2     |
| 4     | Royaume-Uni        | 1  | 0      | 0      | 1     |
| 5     | Allemagne de l'Est | 0  | 1      | 0      | 1     |
| 6     | Canada             | 0  | 0      | 1      | 1     |
| Total | Total              | 4  | 4      | 4      | 12    |

## Détails des compétitions

### Messieurs
| Rang | Nom                | Nation               | Places | Points | Fig. impo. | Prog. libre |
| ---- | ------------------ | -------------------- | ------ | ------ | ---------- | ----------- |
| 1    | Emmerich Danzer    | Autriche             | 11     |        |            |             |
| 2    | Wolfgang Schwarz   | Autriche             | 25     |        |            |             |
| 3    | Gary Visconti      | États-Unis           | 28     |        |            |             |
| 4    | Scott Allen        | États-Unis           | 33     |        |            |             |
| 5    | Nobuo Satō         | Japon                | 46     |        |            |             |
| 6    | Patrick Péra       | France               | 52     |        |            |             |
| 7    | Donald Knight      | Canada               | 66     |        |            |             |
| 8    | Ondrej Nepela      | Tchécoslovaquie      | 82     |        |            |             |
| 9    | Giordano Abbondati | Italie               | 92     |        |            |             |
| 10   | Jay Humphry        | Canada               | 106    |        |            |             |
| 11   | Charles Snelling   | Canada               | 100    |        |            |             |
| 12   | Billy Chapel       | États-Unis           | 103    |        |            |             |
| 13   | Robert Dureville   | France               | 106    |        |            |             |
| 14   | Ralph Borghard     | Allemagne de l'Est   | 111    |        |            |             |
| 15   | Jenő Ébert         | Hongrie              | 124    |        |            |             |
| 16   | Günter Anderl      | Autriche             | 148    |        |            |             |
| 17   | Valeri Meshkov     | Union soviétique     | 157    |        |            |             |
| 18   | Malcolm Cannon     | Royaume-Uni          | 160    |        |            |             |
| 19   | Tsuguhiko Kozuka   | Japon                | 168    |        |            |             |
| 20   | Bodo Bockenauer    | Allemagne de l'Ouest | 175    |        |            |             |
| 21   | Hansjörg Studer    | Suisse               | 185    |        |            |             |

### Dames
| Rang | Nom                   | Nation               | Places | Points | Fig. impo. | Prog. libre |
| ---- | --------------------- | -------------------- | ------ | ------ | ---------- | ----------- |
| 1    | Peggy Fleming         | États-Unis           | 9      |        |            |             |
| 2    | Gabriele Seyfert      | Allemagne de l'Est   | 22     |        |            |             |
| 3    | Petra Burka           | Canada               | 23     |        |            |             |
| 4    | Valerie Jones         | Canada               | 41     |        |            |             |
| 5    | Nicole Hassler        | France               | 42     |        |            |             |
| 6    | Hana Mašková          | Tchécoslovaquie      | 63     |        |            |             |
| 7    | Zsuzsa Almássy        | Hongrie              | 67     |        |            |             |
| 8    | Miwa Fukuhara         | Japon                | 63     |        |            |             |
| 9    | Albertina Noyes       | États-Unis           | 83     |        |            |             |
| 10   | Kumiko Okawa          | Japon                | 88     |        |            |             |
| 11   | Uschi Keszler         | Allemagne de l'Ouest | 101    |        |            |             |
| 12   | Pamela Schneider      | États-Unis           | 105    |        |            |             |
| 13   | Sally-Anne Stapleford | Royaume-Uni          | 115    |        |            |             |
| 14   | Elisabeth Mikula      | Autriche             | 132    |        |            |             |
| 15   | Roberta Laurent       | Canada               | 133    |        |            |             |
| 16   | Elisabeth Nestler     | Autriche             | 148    |        |            |             |
| 17   | Elena Shcheglova      | Union soviétique     | 151    |        |            |             |
| 18   | Pia Zürcher           | Suisse               | 151    |        |            |             |
| 19   | Beate Richter         | Allemagne de l'Est   | 170    |        |            |             |
| 20   | Martina Clausner      | Allemagne de l'Est   | 176    |        |            |             |

### Couples
| Rang | Nom                                       | Nation               | Places | Points | Prog. court | Prog. libre |
| ---- | ----------------------------------------- | -------------------- | ------ | ------ | ----------- | ----------- |
| 1    | Ludmila Belousova / Oleg Protopopov       | Union soviétique     | 13     |        |             |             |
| 2    | Tatiana Zhuk / Aleksandr Gorelik          | Union soviétique     | 14     |        |             |             |
| 3    | Cynthia Kauffman / Ronald Kauffman        | États-Unis           | 30     |        |             |             |
| 4    | Margot Glockshuber / Wolfgang Danne       | Allemagne de l'Ouest | 35     |        |             |             |
| 5    | Sonja Pfersdorf / Günther Matzdorf        | Allemagne de l'Ouest | 46     |        |             |             |
| 6    | Gudrun Hauss / Walter Häfner              | Allemagne de l'Ouest | 56     |        |             |             |
| 7    | Irene Müller / Hans-Georg Dallmer         | Allemagne de l'Est   | 60     |        |             |             |
| 8    | Monique Mathys / Yves Aellig              | Suisse               | 80.5   |        |             |             |
| 9    | Heidemarie Steiner / Heinz-Ulrich Walther | Allemagne de l'Est   | 87.5   |        |             |             |
| 10   | Agnesa Wlachovská / Peter Bartosiewicz    | Tchécoslovaquie      | 89     |        |             |             |
| 11   | Susan Behrens / Roy Wagelein              | États-Unis           | 92     |        |             |             |
| 12   | Mona Szabo / Pierre Szabo                 | Suisse               | 104    |        |             |             |
| 13   | Susan Huehnergard / Paul Huehnergard      | Canada               | 118    |        |             |             |
| 14   | Gerlinde Schönbauer / Wilhelm Bietak      | Autriche             | 124    |        |             |             |
| 15   | Maria Csorás / Lászlo Kondi               | Hongrie              | 131    |        |             |             |

### Danse sur glace
| Rang | Nom                                     | Nation               | Places | Points | Danses imposées | Danse libre |
| ---- | --------------------------------------- | -------------------- | ------ | ------ | --------------- | ----------- |
| 1    | Diane Towler / Bernard Ford             | Royaume-Uni          | 9      |        |                 |             |
| 2    | Kristin Fortune / Dennis Sveum          | États-Unis           | 17     |        |                 |             |
| 3    | Lorna Dyer / John Carrell               | États-Unis           | 17     |        |                 |             |
| 4    | Yvonne Suddick / Roger Kennerson        | Royaume-Uni          | 27     |        |                 |             |
| 5    | Brigitte Martin / Francis Gamichon      | France               | 42     |        |                 |             |
| 6    | Janet Sawbridge / Jon Lane              | Royaume-Uni          | 41     |        |                 |             |
| 7    | Gabriele Rauch / Rudi Matysik           | Allemagne de l'Ouest | 53     |        |                 |             |
| 8    | Jitka Babická / Jaromir Holan           | Tchécoslovaquie      | 53     |        |                 |             |
| 9    | Carole Forrest / Kevin Lethbridge       | Canada               | 59     |        |                 |             |
| 10   | Lioudmila Pakhomova / Viktor Ryzhkin    | Union soviétique     | 68     |        |                 |             |
| 11   | Susan Urban / Stanley Urban             | États-Unis           | 79     |        |                 |             |
| 12   | Gail Snyder / Wayne Palmer              | Canada               | 91     |        |                 |             |
| 13   | Annerose Baier / Eberhard Rüger         | Allemagne de l'Est   | 92.5   |        |                 |             |
| 14   | Susanna Carpani / Sergio Pirelli        | Italie               | 98     |        |                 |             |
| 15   | Edit Mató / Károly Csanádi              | Hongrie              | 94.5   |        |                 |             |
| 16   | Christel Trebesiner / Herbert Rothkappl | Autriche             | 111    |        |                 |             |